# 康帕尼亚克-莱凯尔西
康帕尼亚克-莱凯尔西（法語：Campagnac-lès-Quercy，法語發音：[kɑ̃paɲak lɛ kɛʁsi]，意为“凯尔西附近的康帕尼亚克”）是法国多尔多涅省的一个市镇，位于该省东南部，属于萨拉拉卡内达区。该市镇总面积19.67平方公里，2009年时的人口为307人。
凯尔西是这一地区历史上的一个行省，现主要包括法国的洛特省及周边部分地区。

## 人口
康帕尼亚克-莱凯尔西人口变化图示